# حوليات إديسا

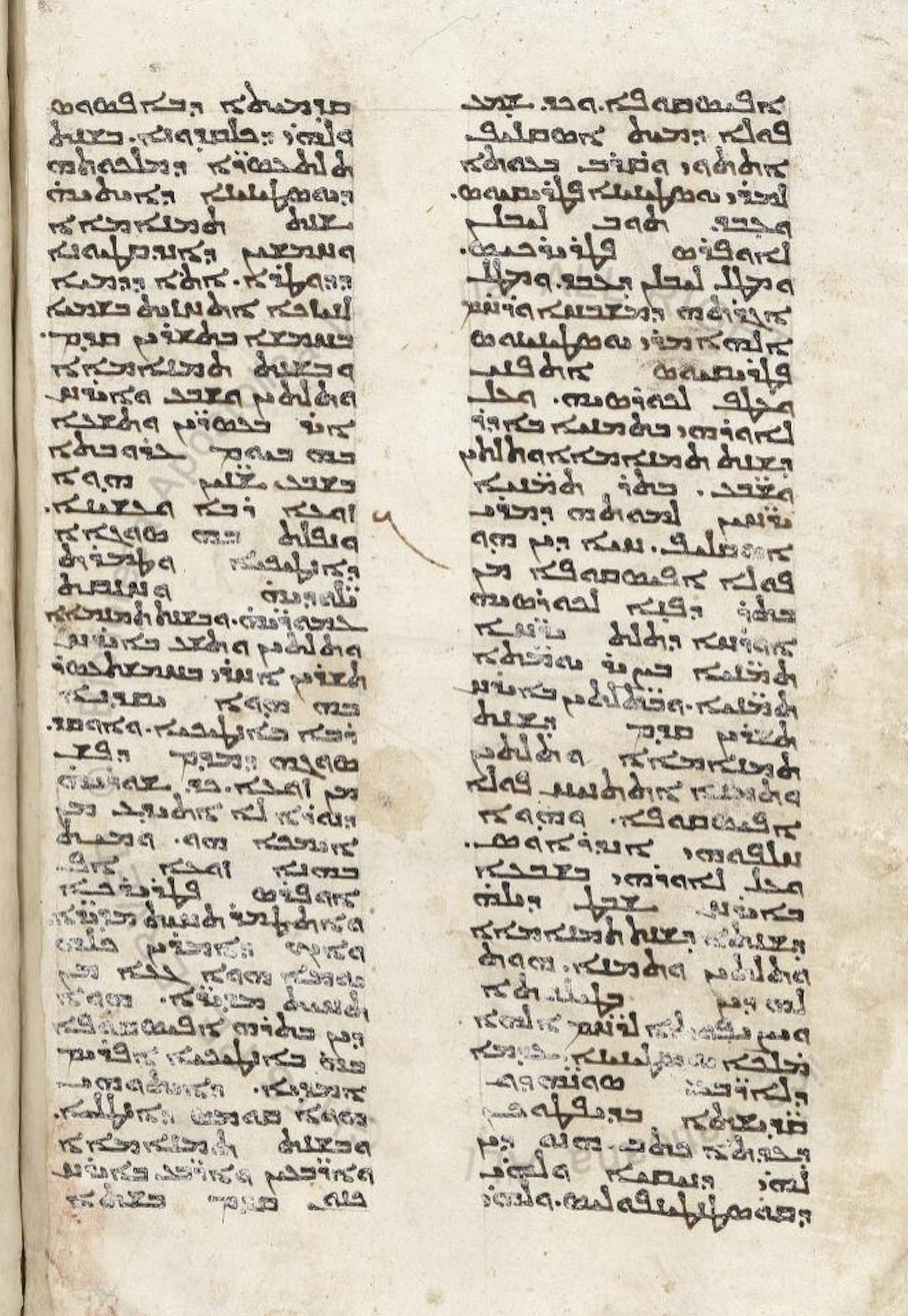
صوره للتسجيلات

حوليات إديسا أو حوليات الرُها (باللاتينية: Chronicon Edessenum) هو سجل مجهول لتاريخ الرها مكتوب في منتصف القرن السادس باللغة السريانية. حوليات الرُها هو عنوان اصطلاحي. في المخطوطة بعنوان تاريخ الأحداث بإيجاز. من المتفق عليه بشكل عام أن حوليات الرها قد كُتِبَت بين 540 و550م. استُخدِمَت الحوليات في الأساس أرشيفات إديسا الملكية القديمة كمصدر لها، بالإضافة إلى بعض سجلات الكنيسة الحديثة، وبالتالي يُعتقد أنها موثوقة تاريخياً. ربما استفادت من تاريخ كتب مفقودة لبلاد فارس .
الحوليات توجد فقط في نسخة مختصرة في مخطوطة واحدة، فاتيكان السريانية 163 (Vat. Syr. 163). هذه المخطوطة من دير سيدة لبنان في وادي النطرون حصل عليها يوسف سمعان السمعاني خلال رحلة إلى الشرق الأدنى في الفترة 1715-1717م، وأخذت بناء على طلب البابا كليمنت الحادي عشر. تم تدوين مقاطع من النسخة الكاملة المفقودة من النص، والتي تسمى أحيانًا «خوليات إديسا الأصلية» في حوليات سريانية أخرى.
تغطي الحوليات الفترة من تأسيس مملكة الرها في 133/132م حتى 540 م، ولكن تم تسجيل عدد قليل من الأحداث الأخرى قبل القرن الثالث الميلادي. تبدأ الحوليات بخبر فيضان نهر ديصان في عهد أبجر الثامن في تشرين الثاني/ نوفمبر 201م الذي تضرر على أثره مبنى الكنيسة المسيحية في الرها. هذا هو أول ذكر لمبنى مخصص حصريًا للعبادة المسيحية، بالإضافة إلى أحد السجلات القليلة عن المسيحية في الرها في هذا الوقت. عكس الأدب السرياني الآخر، لا تحتوي الحوليات على أي أساطير الرسول تداوس.

## الطبعات المنشورة

### السريانية
- "Vatican Syriac 163" (PDF). Bringham Young University. 2004. مؤرشف من الأصل (PDF) في 2016-03-18. اطلع عليه بتاريخ 2017-12-26.
- Guidi، المحرر (1903). Chronica minora. Corpus scriptorum christianorum orientalium. Leipzig/Paris: Harrassowitz. ص. 1-13. مؤرشف من الأصل في 2017-12-26. اطلع عليه بتاريخ 2017-12-26.

### الإنجليزية
- Cowper، Benjamin Harris (1865). "The Chronicle of Edessa". Journal of Sacred Literature and Biblical Record. ج. 5 ع. 9. مؤرشف من الأصل في 2020-10-26. (Transcription by Robert Pearse)

## اقتباسات
1. ↑  Palmer 1999.
2. ↑  Teixidor 2015.
3. 1 2  Baum & Winkler 2003.
4. 1 2  Yamauchi 1983.
5. 1 2 3  Cross & Livingstone 2009.
6. 1 2  Bringham Young University 2004.
7. 1 2 3  Witakowski 2018.
8. ↑  Ferguson 1999.
9. 1 2  Schnabel 2004.
10. ↑  Myers 2010.
11. ↑  Frenschkowski 2015.